# HD 43197
Amadioha eller HD 122064 är en ensam stjärna belägen i den södra delen av stjärnbilden Stora hunden. Den har en skenbar magnitud av ca 8,98 och kräver en stark handkikare eller ett mindre teleskop för att kunna observeras. Baserat på parallaxmätning inom Hipparcosuppdraget på ca 17,8 mas, beräknas den befinna sig på ett avstånd på ca 180 ljusår (ca 56 parsek) från solen. Den rör sig bort från solen med en heliocentrisk radialhastighet på ca 73 km/s.

## Nomenklatur
HD 43197 fick på förslag av  av Nigeria namnet Amadioha i NameExoWorlds-kampanjen som 2019 anordnades av International Astronomical Union. Amadioha är benämning på åskguden inom Igbo-mytologin.

## Egenskaper
HD 43197 är en gul till vit stjärna i huvudserien av spektralklass G8 IV/V, som också har drag av underjätte i dess spektrum. Den har en massa som är ungefär lika med en solmassa, en radie som är ca 0,96 solradier och har ca 0,74 gånger solens utstrålning av energi från dess fotosfär vid en effektiv temperatur av ca 5 500 K.

## Planetssystem
År 2009 upptäcktes en gasjätteplanet, drygt hälften så stor som Jupiter i omloppsbana kring HD 43197.
| Planet | Massa                | Halv storaxel (AE) | Siderisk omloppstid (d) | Excentricitet  | Inklination | Radie |
| ------ | -------------------- | ------------------ | ----------------------- | -------------- | ----------- | ----- |
| b      | ≥0,60 +0,12 -0,04 MJ | 0,92 +0,01 -0,02   | 327,8 ± 1,2             | 0,83+0,05-0,01 | -           | -     |